# Drestedt
Drestedt – miejscowość i gmina położona w niemieckim kraju związkowym Dolna Saksonia, w powiecie Harburg, wchodzi w skład gminy zbiorowej (niem. Samtgemeinde) Hollenstedt.

## Położenie geograficzne
Drestedt leży nad rzeczką Este w południowo-wschodniej części gminy zbiorowej Hollenstedt i graniczy od północy z gminą Wenzendorf od południowego wschodu z miastem Buchholz in der Nordheide i od południowego zachodu z gminą zbiorową Tostedt. Gmina leży na północnych krańcach Pustaci Lüneburskiej.

## Komunikacja
Drestedt znajduje się na przecięciu ważnych dróg: autostrady A1 z węzłami komunikacyjnymi Hollenstedt i Rade oraz dróg krajowych B3 i B75.